# Marpissa muscosa
Marpissa muscosa là một loài nhện trong họ Salticidae.

## Hình ảnh

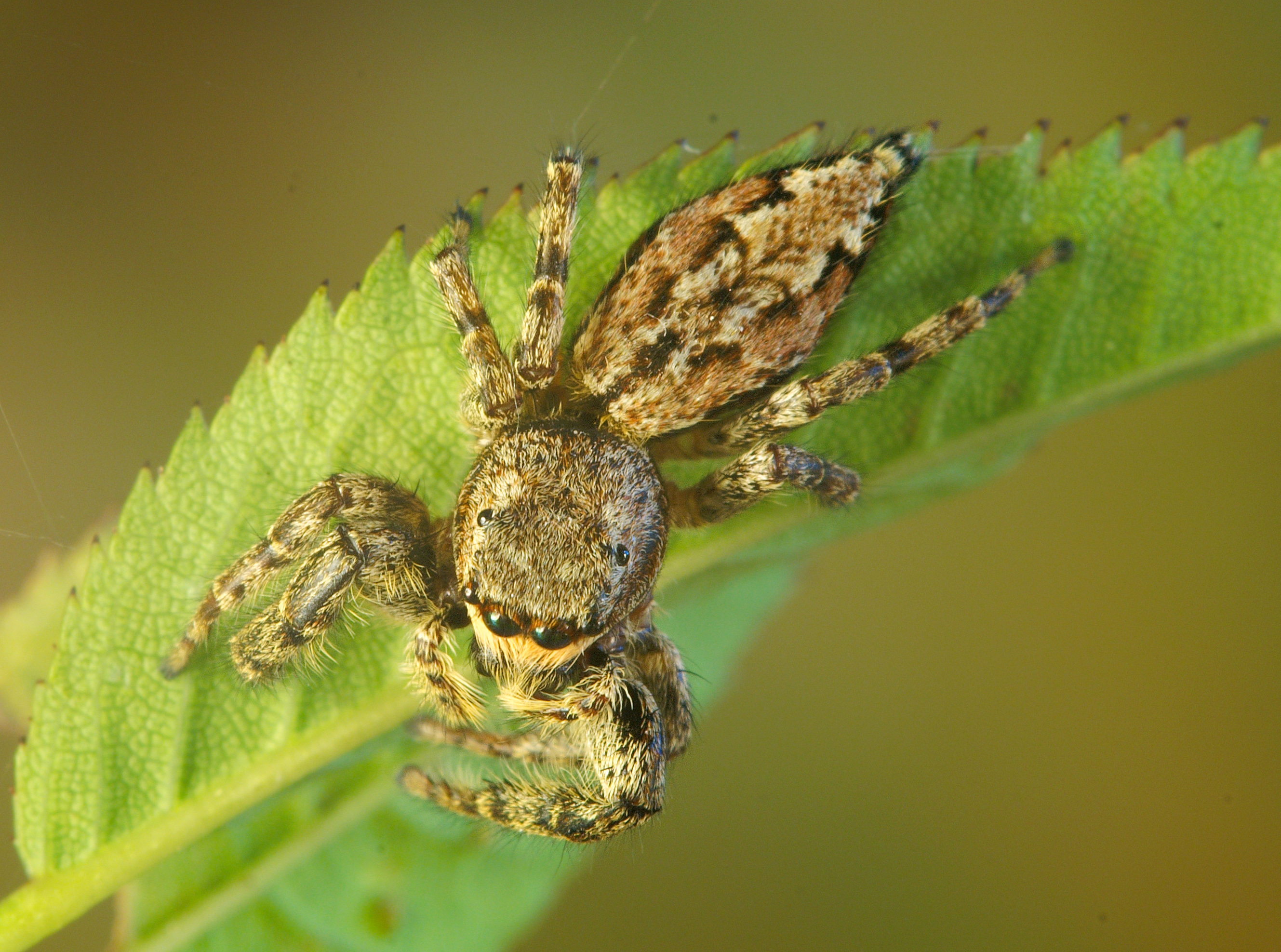
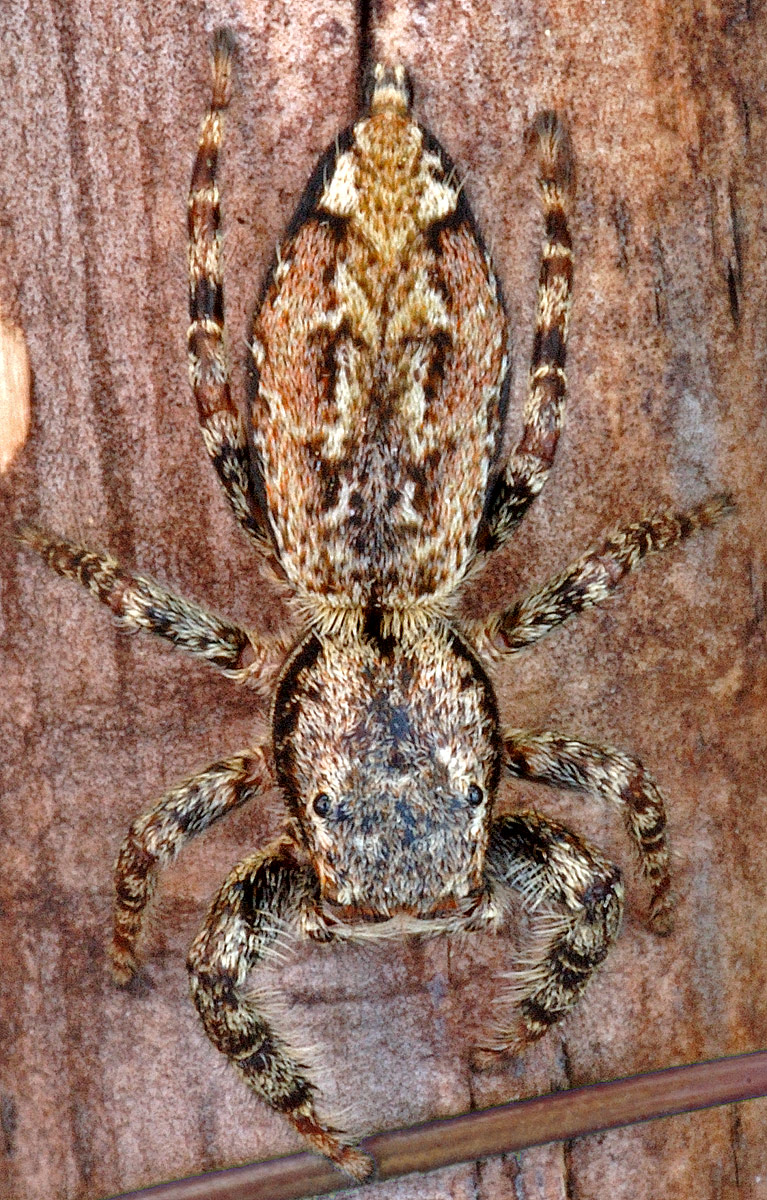
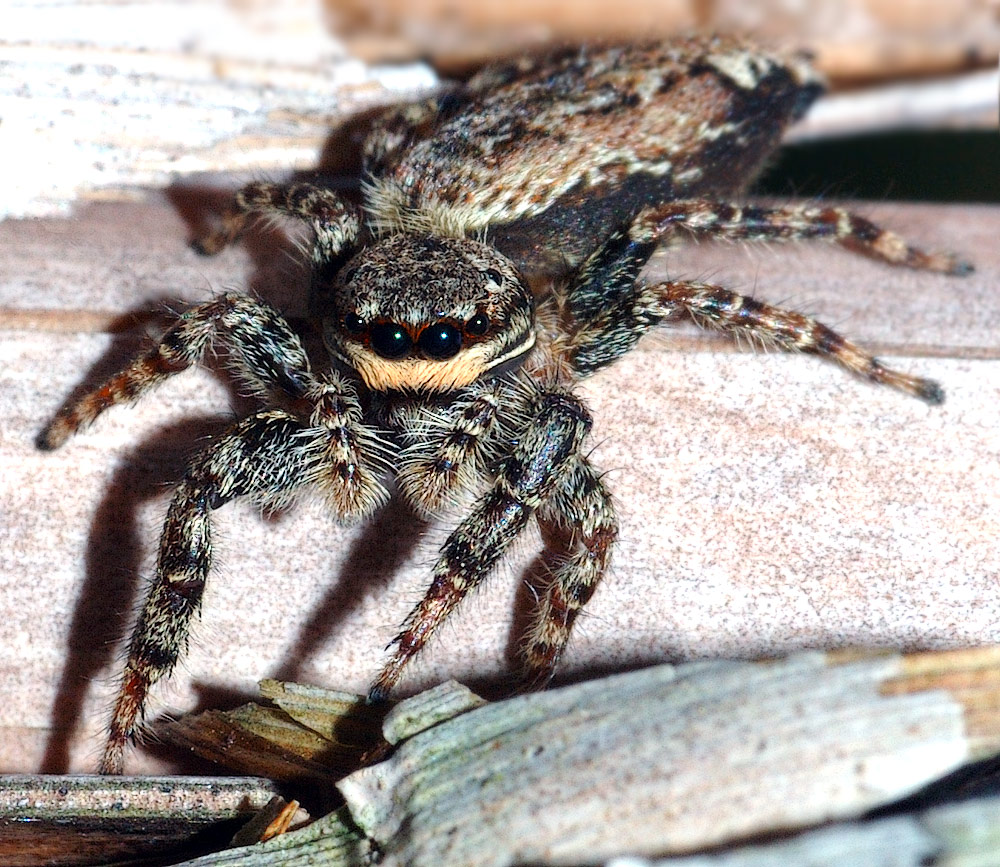
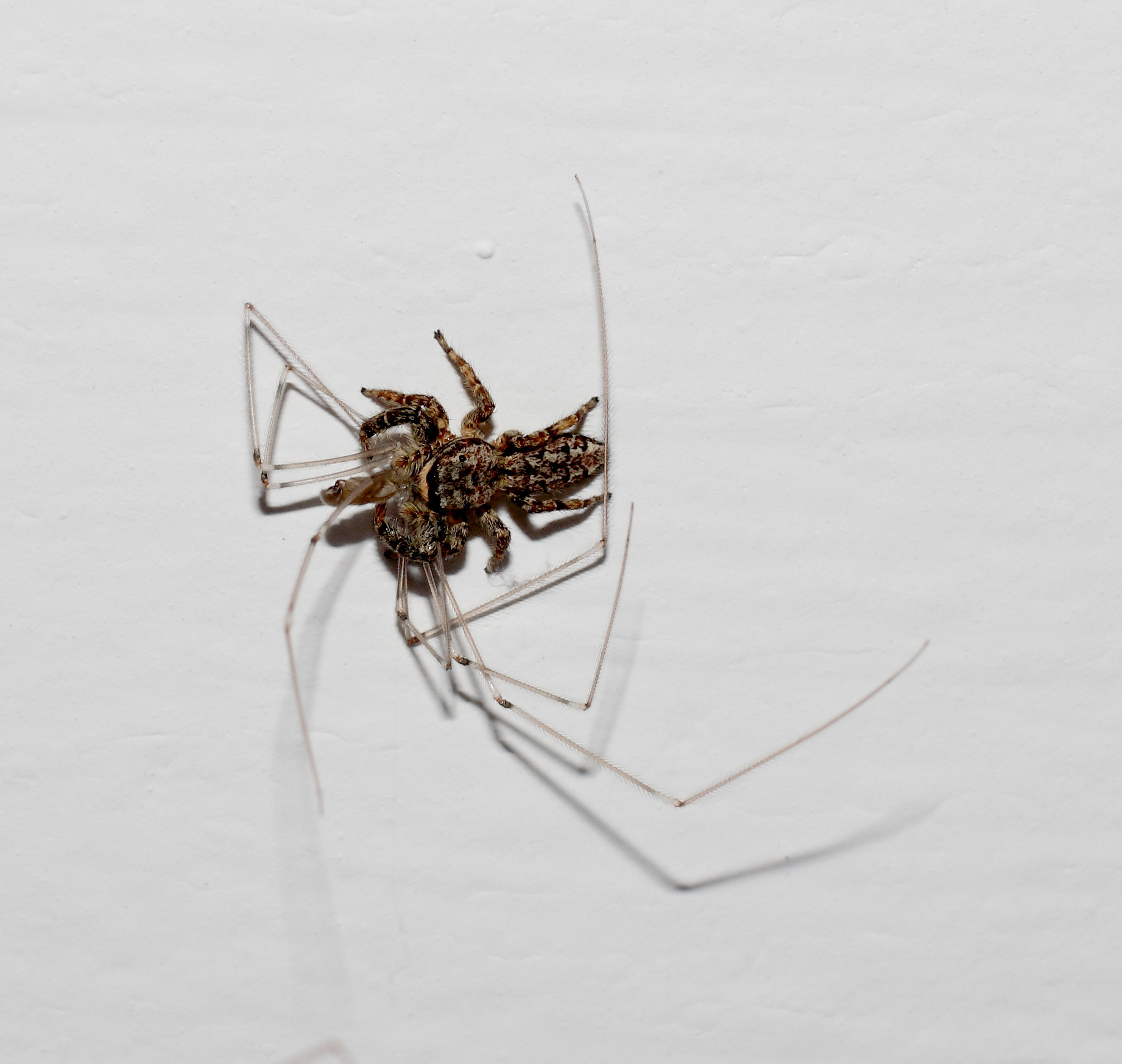